# Phaeonotus
Phaeonotus is een geslacht van rechtvleugeligen uit de familie veldsprinkhanen (Acrididae). De wetenschappelijke naam van dit geslacht is voor het eerst geldig gepubliceerd in 1951 door Popov.

## Soorten
Het geslacht Phaeonotus  is monotypisch en omvat slechts de volgende soort:
- Phaeonotus pulcher (Popov, 1951)